# Greigia landbeckii
Greigia landbeckii (Lechl. ex Phil.) F.Phil. è una pianta della famiglia delle Bromeliacee, endemica del Cile.